# Gary Harvey
Pour les articles homonymes, voir Harvey.
Gary Harvey est un réalisateur et producteur canadien né le 5 août 1962 à London, Ontario (Canada).

## Filmographie

### comme réalisateur
- 1996 : Les Aventures de Shirley Holmes (The Adventures of Shirley Holmes) (série TV)
- 1998 : Marshall et Simon : Une nouvelle dimension (série TV)
- 2003 : Another Country (TV)
- 2005 : Zixx: Level Two (série TV)
- 2008 : Seule face à l'injustice (Playing for Keeps) (TV)
- 2010 : L'Amour XXL (Lying to Be Perfect) (TV)
- 2011 : Mon fils a disparu (Taken from Me: The Tiffany Rubin Story) (TV)

### comme producteur
- 1995 : The War Between Us